# Antena sektorowa

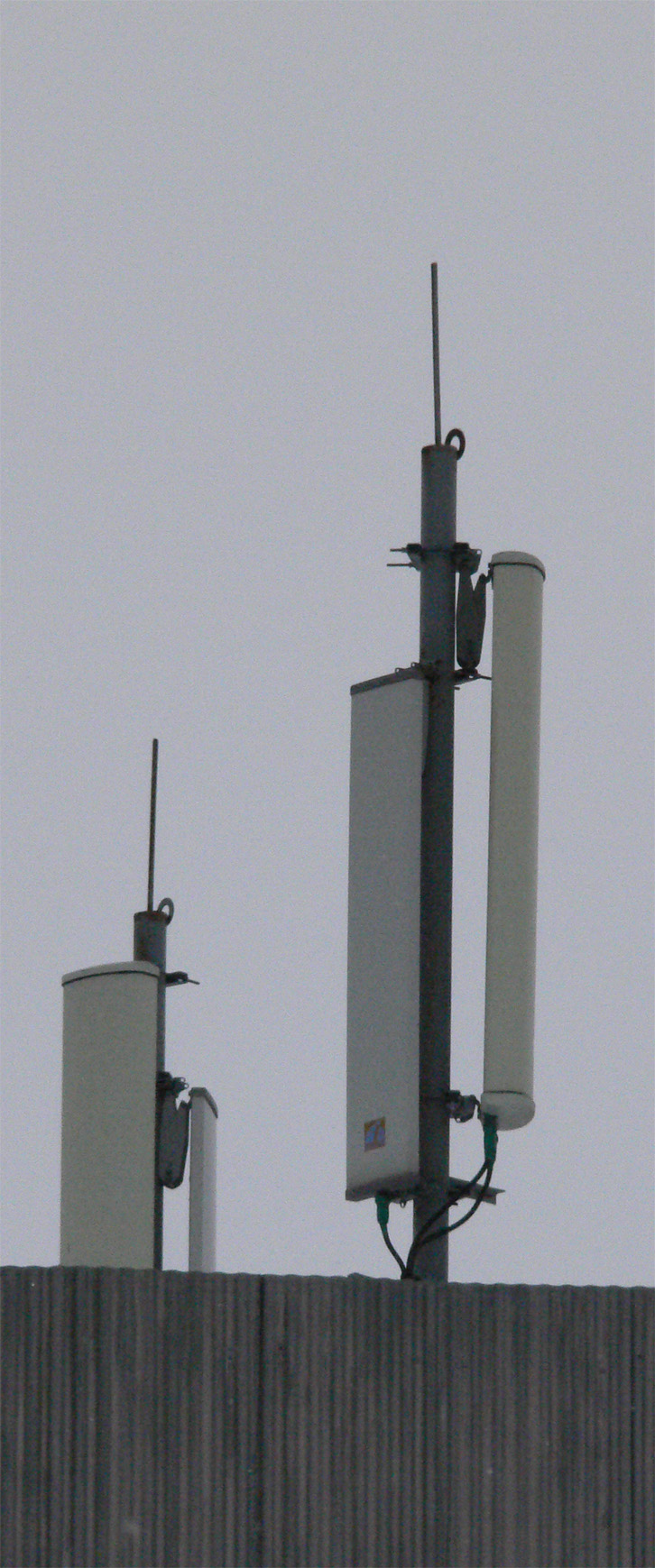
Anteny sektorowe GSM na dachu

Antena sektorowa – antena cechująca się szerokim kątem połowy mocy w płaszczyźnie głównej promieniowania (poziomej – H ang. horizontal) i wąskim kątem połowy mocy w płaszczyźnie prostopadłej (pionowej – V ang. vertical). W zależności od wartości kąta połowy mocy w płaszczyźnie głównej promieniowania anteny te dzieli się na anteny 45-, 60-, 90-, 120- oraz 180-stopniowe. Typowe wartości kąta połowy mocy w płaszczyźnie prostopadłej wynoszą dla tych anten od 4 do 10 stopni.
Stosowanie anten sektorowych wynika z konieczności poprawy efektywności wykorzystania widma dzięki ograniczeniu poziomu pola zakłócającego, co powoduje zmniejszenie odległości koordynacyjnej. Poza tym nie zawsze komórki obsługiwane przez stacje bazowe mają kształt dookolny, stąd konieczność podziału na sektory. Układy antenowe z jakich buduje się anteny sektorowe wykonuje się w konfiguracji układów prostokątnych o liczbie elementów zależnej od charakterystyki wiązki głównej, a odstęp pomiędzy elementami wynosi λ/2. Dodatkowym elementem jest reflektor pozwalający na ograniczenie promieniowania do półprzestrzeni i pozwalający na dobór kąta.
W przypadku anten sektorowych ważne jest pochylenie anteny, które stosuje się dla zmniejszenia zasięgu zakłóceniowego, co szczególnie jest w obszarach gęsto zabudowanych. Stosuje się mechaniczne pochylenie anteny (tilt), które nie zmniejsza listków bocznych wiązki głównej, oraz dodatkowo elektryczne (electric downtilt) redukujące ten parametr. zastosowanie anten sektorowych pozwala na uzyskanie charakterystyki dookolnej w płaszczyźnie poziomej o wąskiej charakterystyce w płaszczyźnie pionowej w porównaniu do anten liniowych.
Anteny sektorowe wykonywane są jako anteny mikropaskowe lub układy dipoli półfalowych.